# Solanum furcatum
Solanum furcatum es una especie de planta fanerógama perteneciente a la familia de las solanáceas. Es originaria de Ecuador y Perú.

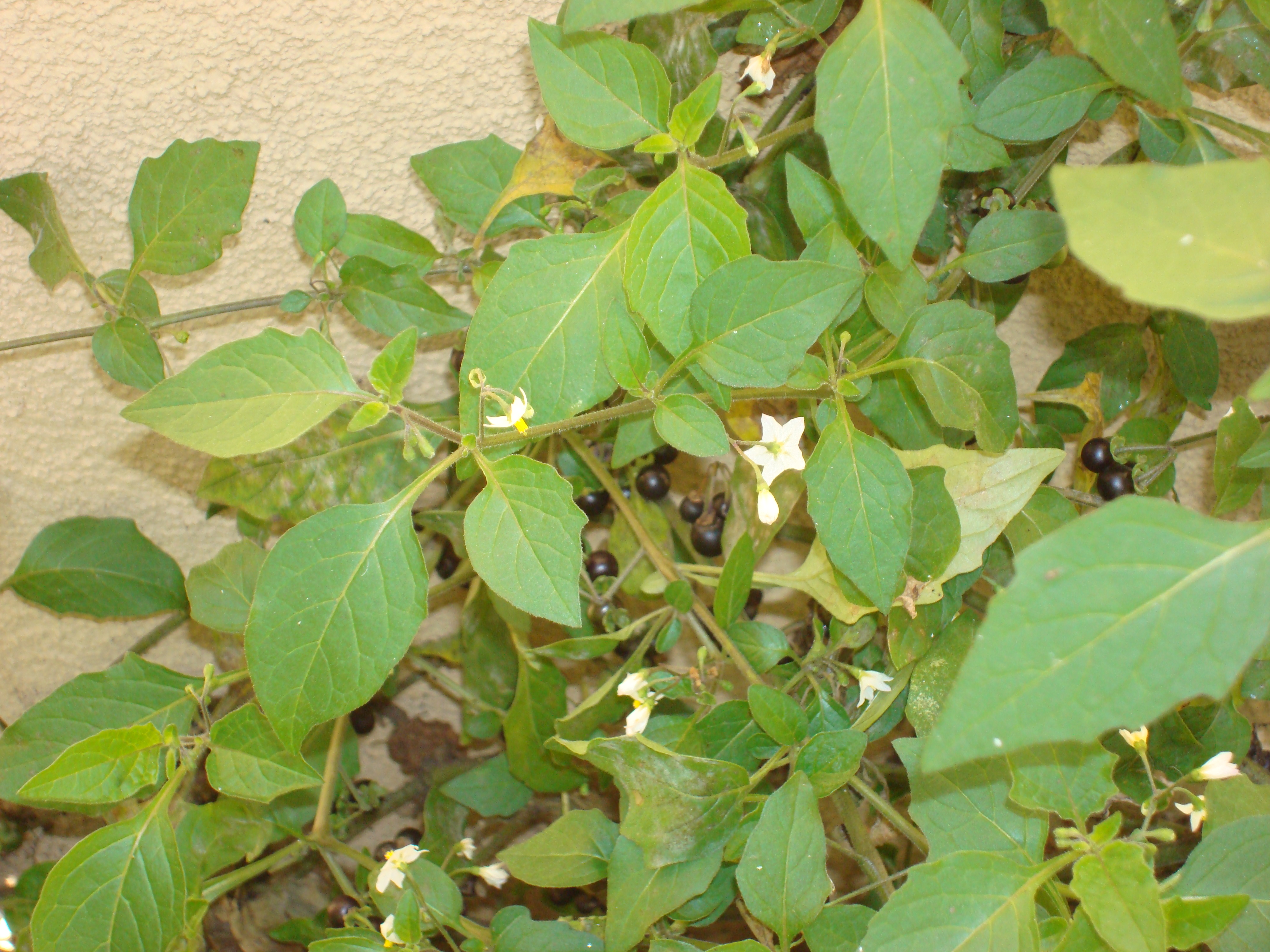
Inflorescencia

## Taxonomía
Solanum furcatum fue descrita por Michel Félix Dunal y publicado en Encyclopédie Méthodique. Botanique ... Supplément 3(2): 750. 1814.
Etimología
Solanum: nombre genérico que deriva del vocablo Latíno equivalente al Griego στρνχνος (strychnos) para designar el Solanum nigrum (la "Hierba mora") —y probablemente otras especies del género, incluida la berenjena—, ya empleado por Plinio el Viejo en su Historia naturalis (21, 177 y 27, 132) y, antes, por Aulus Cornelius Celsus en De Re Medica (II, 33). Podría ser relacionado con el Latín sol. -is, "el sol", debido a que la planta sería propia de sitios algo soleados.
furcatum: epíteto latíno que significa "hendido"
Sinonimia
- Solanum andinum Reiche
- Solanum arequipense Bitter
- Solanum atricoeruleum Bitter
- Solanum furcatum var. acutedentatum Nees
- Solanum furcatum var. furcatum
- Solanum furcatum var. obtusedentatum Nees
- Solanum furcatum var. subintegerrimum Nees
- Solanum rancaguense Dunal
- Solanum robinsonianum Bitter[6]